# Karkemiš
Koordinaten: 36° 49′ 46″ N, 38° 0′ 54″ O
Karkemiš, biblisch Karchemisch (hethitisch: URUKargamišša; assyrisch Gargamiš; bibelhebräisch: Karkәmîš; in römischer Zeit: Europos) war eine bedeutende bronze- und eisenzeitliche Stadt am Euphrat. Die Hauptgöttin der Stadt war Kubaba.

## Lage und Stadtbild
Karkemiš liegt in der türkischen Provinz Gaziantep, direkt an der syrischen Grenze. Der dazugehörende Landkreis heißt Karkamış. Heute ist Karkemiš ein ausgedehntes Ruinenfeld am rechten Ufer des Euphrat. Auf der Akropolis von Karkemiš wurde eine türkische Militärbasis errichtet, deshalb ist der Zugang momentan eingeschränkt. Der heutige Ort auf türkischer Seite ist Karkamış, der Nachbarort in Syrien heißt Dscharābulus (Jerablus). Im Altertum beherrschte Karkemiš eine wichtige Furt durch den Euphrat, was seine Bedeutung für die Hethiter bei der Kontrolle Syriens erklärt.
Sollte auf dem hohen Burghügel ein Palast oder wie im nordwestsyrischen Tell Ain Dara ein Tempel gestanden haben, so wurde er bereits in römischer Zeit abgetragen. Südlich unterhalb der ehemaligen Zitadelle umschloss eine runde Mauer den inneren Stadtbereich und eine zweite Umfassungsmauer eine wesentlich größere Außensiedlung, deren Ost-West-Ausdehnung über 600 Meter betrug. Die heutige Landesgrenze verläuft quer durch die ehemalige Stadt. Zur Türkei gehören der Burghügel und die wesentlichen Gebäudereste unmittelbar südlich, während der größte Teil der Unterstadt auf syrischem Gebiet liegt. Die Gebäudereste der Innenstadt sind weniger bedeutend als die dort ausgegrabenen Skulpturen. Von den Bauwerken wurden ein Tempel mit Treppenaufgang, zwei große Torbauten und ein Hilani-Haustyp identifiziert.

## Geschichte
Die Stätte ist seit neolithischer Zeit bewohnt, wie Ostraka von ca. 3000 v. Chr. und Gräber von ca. 2300 v. Chr. dokumentieren. Die Stadt wird auch in Dokumenten der Ebla-Archive aus dem 3. Jahrtausend v. Chr. erwähnt. Nach einer babylonischen Urkunde gab es schon um 1720 v. Chr. Könige von Karkemiš.
Der Hethiterkönig Ḫattušili I. (um 1640–1620) kämpfte vergeblich um die Stadt. Auch der altägyptische König Thutmosis I. marschierte mit seiner Armee im vierten oder fünften Regierungsjahr bis nach Nordmesopotamien und ließ in Karkemiš eine Siegesstele errichten. Unter Thutmosis III. (1486–1425) gehörte Karkemiš zum Großreich der Ägypter, im 15. Jahrhundert v. Chr. war es Teil von Mittani. Unter dem Hethiterkönig Šuppiluliuma I. (ca. 1350–1322) wurde Karkemiš, nach der Unterwerfung von Mittani, eine hethitische Sekundogenitur; erster hethitischer König von Karkemiš war Piyaššili, ein Sohn von Šuppiluliuma I. Er und seine Nachfolger verwalteten von hier aus die hethitischen Gebiete in Syrien. Zur Zeit des hethitischen Königs Ḫattušili III. hatte Karkemiš unter den Überfällen der Turira, eines mitannischen Reststaats, zu leiden.
Nach dem Zusammenbruch des Hethitischen Großreichs um 1180 v. Chr. nahmen die Herrscher von Karkemiš den Titel „Großkönig“ an. Um 1100 v. Chr. griff der assyrische König Tiglat-pileser I. (1114–1076 v. Chr.) König Ini-Teššub II. von Ḫatte an, der in Karkemiš residierte. Im 10. Jahrhundert v. Chr. wehrte Großkönig Ura-Tarhunza erfolgreich einen assyrischen Angriff ab. Seine Familie wurde dann von Suhi I. aus der Herrschaft gedrängt, dessen Nachkommen sich „Landesherr“ nannten, der Titel Großkönig wurde nicht mehr benutzt. Um 900 baute der Landesherr Katuwa einen Tempel für den Wettergott Tarhunza und für Kubaba. Er unternahm einen Feldzug nach dem in Syrien gelegenen Land Kawa. Um 870 zog Assurnasirbal II. gegen Sangara von Karkamis, König von Ḫatti, der ihm einen hohen Tribut auszahlte. Sangara beteiligte sich an der Koalition syrischer Kleinstaaten gegen Salmanessar III. des Jahres 858. Salmanessar III. zog in den Jahren 849 und 848 erneut gegen Karkamis. Nach dem Tode von König Astiruwa wurde Yariri als Regent und Erzieher der unmündigen Söhne Astiruwas eingesetzt. Während seiner Zeit führte der assyrische König den Wettergott von Aleppo weg. Dem Yarri folgte dann der rechtmäßige Thronerbe Kamani. Die Herrschaft ging dann offensichtlich auf dessen Wesir Sastura über und dann auf dessen namentlich nicht bekannten Sohn. In den Jahren 738 und 732 leistete Pisiri den Assyrern Tribut. Im Jahre 717 wurde Pisiri von Sargon II. beschuldigt, mit Mita von Muški (vielleicht Midas) gegen Assyrien gemeinsame Sache zu machen. Sargon annektierte Karkamis und gliederte es als Provinz ins Assyrische Reich ein.
Im Sommer von 605 v. Chr. (oder nach manchen Quellen 607 v. Chr.) wurde in Karkemiš eine Schlacht zwischen der babylonischen Armee von Nebukadnezar II. und der ägyptischen Armee von Necho II. geschlagen (Schlacht bei Karkemiš). Diese Schlacht wird in der Bibel in Jer. 46,2 erwähnt. Necho wollte eine weitere Ausbreitung des babylonischen Reichs nach Westen verhindern und den Handelsweg über den Euphrat unterbrechen. Die Ägypter wurden jedoch durch einen unerwarteten Angriff der Babylonier besiegt und mussten Syrien später vollständig aufgeben.

## Herrscher
- Piyaššili Šarri-Kušuḫ, Sohn von Šuppiluliuma I., ca. 1321 bis 1309[5]
- ...-Šarruma, Sohn von Šarri-Kušuḫ, wohl identisch mit Šaḫurunuwa.
- Šaḫurunuwa, Sohn von Šarri-Kušuḫ, ab 1309[5]
- Ini-Teššub I., Sohn von Šaḫurunuwa
- Talmi-Teššub, Sohn von Ini-Teššub I.
- Kuzi-Teššub, Sohn von Talmi-Teššub, ca. 1200/frühes bis mittleres 12. Jahrhundert[6][7] (nennt sich „Großkönig“)

...
- Ir-Teššub, späteres 12. Jahrhundert.[6] Es ist umstritten, ob er König von Karkamiš war.
- Ini-Teššub II. ?, spätes 12. bis frühes 11. Jahrhundert[6] (König von Ḫatti, genaue Platzierung unklar)

...
- Tuthaliya, evtl. 11. oder 10. Jahrhundert (Platzierung unklar, evtl. auch nach Ura-Tarhunza)[6][7]
- Sipazidi, evtl. späteres 11. oder 10. Jahrhundert[6]
- Ura-Tarhunza, Sohn von Sipazidi, evtl. späteres 11. oder 10. Jahrhundert[6]

...
- Suhi I., evtl. 10. Jahrhundert[6]

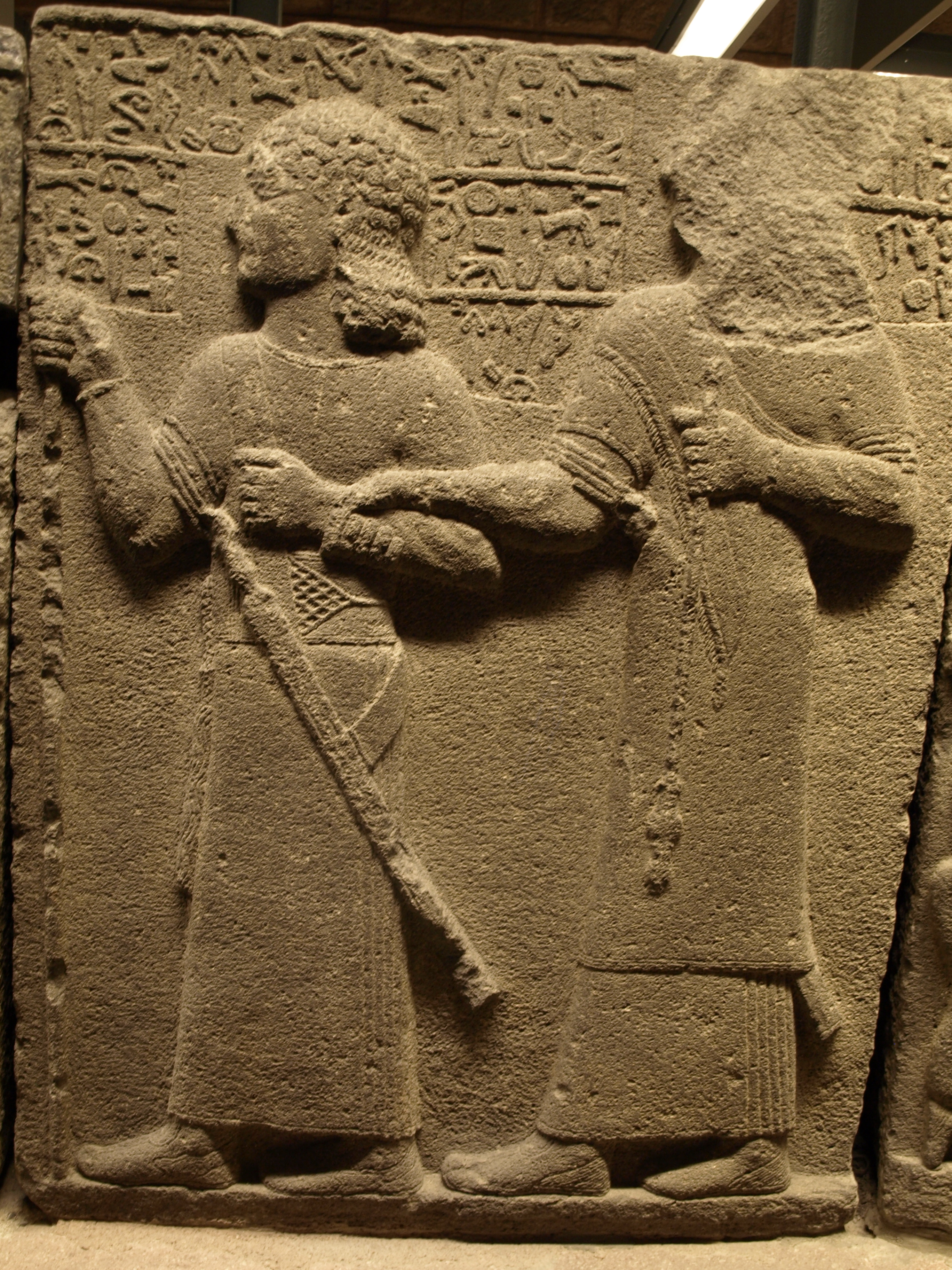
Yariri (r.) und Kamani (l.), aufeinanderfolgende Herrscher von Karkemiš

- Astuwalamanza, Sohn von Suhi I., evtl. 10. Jahrhundert[6]
- Suhi II., Sohn von Astuwatamanza, evtl. 10. Jahrhundert[6]
- Katuwa, Sohn von Suhi II., evtl. 10. oder frühes 9. Jahrhundert[6]
- Suhi III., ev. Sohn von Katuwa[8]
- Sangara, ca. 870 bis 848[6]
- Isarwilimuwa, Sohn von Sangara[8]
- Kuwalanamuwa, Sohn von Isarwilimuwa[8]
- Astiruwa, Sohn von Kuwalanamuwa, spätes 9. bis Anfang 8. Jahrhundert[6]
- Yariri (Regent, Eunuch?), frühes bis mittleres 8. Jahrhundert[6]
- Kamani, Sohn des Astiruwa, frühes bis mittleres 8. Jahrhundert[6]
- Sastura? (Wesir von Kamani), Mitte 8. Jahrhundert[6]
- Astiru[wa] (?), Sohn von Sastura, 2. Hälfte 8. Jahrhundert[6]
- Pisiri, ca. 738 bis 717[6]

## Grabungen

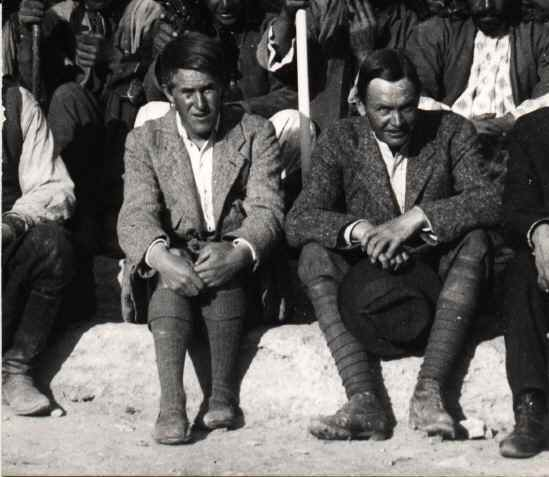
T. E. Lawrence und Leonard Woolley (rechts) in Karkemiš, Frühling 1913

George Smith lokalisierte 1876 die in biblischen, assyrischen und ägyptischen Texten erwähnte Stadt. Ausgrabungen wurden unter Leitung des Britischen Museums von 1911 bis zum Beginn des Ersten Weltkriegs 1914 und danach 1920 durchgeführt. Diese Expeditionen legten wertvolle Überreste der assyrischen und neo-hethitischen Perioden frei. Dazu gehören neben den architektonischen Resten Basaltstatuen und Reliefs mit luwischen Hieroglyphen. Bis in die Tiefe der bronzezeitlichen Schichten drangen sie nicht vor. An den Ausgrabungen waren David George Hogarth, Reginald Campbell Thompson, Leonard Woolley und T. E. Lawrence (Lawrence von Arabien) beteiligt. Es wird behauptet, dass die Grabungen nicht allein wissenschaftlichen, sondern auch militärischen Zwecken gedient hätten. Ein Teil der Fundstücke, darunter mächtige Orthostatenreliefs, sind im Museum für anatolische Zivilisationen in Ankara zu sehen.